# Criptobionti
I criptobionti sono organismi animali in grado di resistere a condizioni estreme di temperatura e disseccamento; in periodi di siccità perdono acqua si contraggono ed entrano in uno stato di "criptobiosi" o "anabiosi". Una volta messi a contatto con l'acqua tornano a rivivere  anche dopo aver trascorso anni in uno stato criptobiotico. Esempi sono i tardigradi e i rotiferi.